# Liste der Einträge im National Register of Historic Places im Custer County (Colorado)

Lage des Custer County in Colorado

Die Liste der Einträge im National Register of Historic Places im Custer County in Colorado führt die Bauwerke und historischen Stätten im Custer County auf, die in das National Register of Historic Places aufgenommen wurden.
Legende
| NRHP | Historic Place             |
| HD   | Historic District          |
| NHL  | National Historic Landmark |

| [ 3 ] | Name                           | Bild                           | Eintragsdatum        | Lage | Ort        | Beschreibung |
| ----- | ------------------------------ | ------------------------------ | -------------------- | --- | ---------- | --- |
| 1     | Beckwith Ranch                 | Beckwith Ranch                 | 1998 ID-Nr. 98000568 | 64159 CO 69 38° 11′ 31″ N, 105° 31′ 21″ W                                                                                               | Westcliffe | Landwirtschaftliche Nebengebäude und einzelne Wohnung im Haus nach Viktorianischem Stil; Verbunden mit der historischen Person Elton J. Beckwith; in privatem Besitz; derzeit nicht in Benutzung |
| 2     | Hope Lutheran Church           | Hope Lutheran Church           | 1978 ID-Nr. 78000838 | 310 S. 3rd St. 38° 7′ 57″ N, 105° 28′ 2″ W                                                                                              | Westcliffe | Religiöse Einrichtung von sozialgeschichtlicher Bedeutung; in privatem Besitz |
| 3     | Kennicott Cabin                | Kennicott Cabin                | 1997 ID-Nr. 97000046 | 63161 CO 69 38° 10′ 57″ N, 105° 30′ 35″ W                                                                                               | Westcliffe | auch bekannt als Comstock Cabin Haus mit Wohnung von Bedeutung durch Architektur und Konstruktion ; Architekt/Erbauer: Frank Langdon Kennicott, derzeit nicht in Benutzung                       |
| 4     | Mingus Homestead               |                                | 1990 ID-Nr. 90001791 | Abseits der U.S. Highway 165 nördlich der Kreuzung mit der Ophir Circle Road, San Isabel National Forest 38° 5′ 55″ N, 105° 6′ 37″ W    | Beulah     | Architekt/Erbauer: Allan Mingus; Landwirtschaftliches Anwesen mit historischer Haustierhaltung und Wohnung                                                                                       |
| 5     | National Hotel--Wolff Building | National Hotel--Wolff Building | 1989 ID-Nr. 87001288 | 201 Second Street 38° 8′ 4″ N, 105° 28′ 5″ W                                                                                            | Westcliffe | auch als Hard Times Hotel bekannt; Architekt/Erbauer: William Wolff; Romanischer Stil; Architektur von Bedeutung; Historischer Zeitraum: 1875–1899                                               |
| 6     | Westcliffe School              | Westcliffe School              | 1989 ID-Nr. 89000999 | 304 4th Street 38° 7′ 57″ N, 105° 27′ 57″ W                                                                                             | Westcliffe | Old Westcliffe School House Architekt/Erbauer:Archie Scherer; eh. Schulgebäude; in örtlichem Besitz                                                                                              |
| 7     | Westcliffe Jail                | Westcliffe Jail                | 1993 ID-Nr. 92001846 | 116 South Second Street 38° 8′ 12″ N, 105° 28′ 5″ W                                                                                     | Westcliffe | Also known as Old Jail House Architekt/Erbauer:Archie Scherer; eh. Justizvollzugsanstalt; in privatem Besitz                                                                                     |
| 8     | Wetmore Post Office            | Wetmore Post Office            | 2008 ID-Nr. 08000860 | 682 County Road 395 38° 13′ 47,5″ N, 105° 5′ 23,7″ W                                                                                    | Wetmore    | bekannt als Siloam Telephone Company; frühere Nutzung als Klinik, Kommunikationseinrichtung, Post, Single Dwelling, Specialty Store                                                              |
| 9     | Willows School                 | Willows School                 | 1993 ID-Nr. 93000413 | Willows Lane (County Road 141) between Muddy Lane (County Road 155) und Schoolfield Road (County Road 328) 38° 6′ 39″ N, 105° 32′ 15″ W | Westcliffe | frühere Schule Architekt/Erbauer: E. F. Kokowsky; in privatem Besitz |